# Manton (Kalifornia)
Manton – jednostka osadnicza w Stanach Zjednoczonych, w stanie Kalifornia, w hrabstwie Tehama.